# Khu kinh tế cửa khẩu Cao Bằng
Khu kinh tế cửa khẩu Cao Bằng thuộc tỉnh Cao Bằng là một khu kinh tế rộng 301,3 km² bao trùm 37 xã và 3 thị trấn ở các huyện Thạch An, Quảng Hòa, Hạ Lạng, Trùng Khánh, Hà Quảng của tỉnh Cao Bằng. Khu kinh tế cửa khẩu lấy thông thương qua cửa khẩu quốc tế Tà Lùng (thị trấn Tà Lùng) làm động lực. Bên cạnh đó còn có cửa khẩu quốc tế Trà Lĩnh.
Từ năm 2002, Thủ tướng Việt Nam đã có quyết định cho phép 3 khu vực quanh cửa khẩu Tà Lùng, Trà Lĩnh và Sóc Giang được hưởng quy chế khu kinh tế cửa khẩu.